# پیتر ایستو
پیتر ایستو (انگلیسی: Peter Eastoe؛ زادهٔ ۲ اوت ۱۹۵۳) بازیکن فوتبال اهل بریتانیا است.
از باشگاه‌هایی که در آن بازی کرده‌است می‌توان به باشگاه فوتبال وست برومویچ آلبیون، باشگاه فوتبال کویینز پارک رنجرز، باشگاه فوتبال والسال، باشگاه فوتبال سوئیندون تاون، باشگاه فوتبال آترستون تاون، باشگاه فوتبال ولورهمپتون واندررز، باشگاه فوتبال اورتون، باشگاه فوتبال هادرزفیلد تاون، باشگاه ورزشی فارنسی، و باشگاه فوتبال لستر سیتی اشاره کرد.